# Artificial Kid
Artificial Kid è un romanzo di fantascienza dello scrittore statunitense Bruce Sterling, pubblicato nel 1980.

## Trama
Artificial Kid si svolge sul pianeta Reverie, un mondo di continenti corallini, isole in levitazione e un deserto corrosivo. Reverie (letteralmente, in lingua inglese, "fantasticheria") è stata trasformata in utopia/distopia, con una netta divisione in classi. Arti, un ragazzo biologicamente modificato della zona depenalizzata, diventa un'icona pop vendendo video di sé stesso mentre si cimenta in sanguinosi combattimenti con avversari per il divertimento delle classi alte. Quando il fondatore di Reverie, Moses Moses, emerge da sette secoli di criosonno, e Arti scopre uno spiacevole segreto sul suo passato, entrambi devono fuggire per sottrarsi ai poteri della "Cabala" che controlla Reverie da dietro le quinte.

## Edizioni
- Bruce Sterling, Artificial Kid, Il Libro d'oro 88, Fanucci Editore, 1996. ISBN 8834705076
- Bruce Sterling, Artificial Kid, Piccola Biblioteca Oscar 519, Arnoldo Mondadori Editore, 2006. ISBN 880456198X